# Керксвілл (Міссурі)
Керксвілл (англ. Kirksville) — місто (англ. city) в США, в окрузі Адер штату Міссурі. Населення — 17 530 осіб (2020).

## Географія
Керксвілл розташований за координатами 40°11′53″ пн. ш. 92°34′28″ зх. д. / 40.19806° пн. ш. 92.57444° зх. д. (40.198171, -92.574562). За даними Бюро перепису населення США в 2010 році місто мало площу 37,36 км², з яких 37,26 км² — суходіл та 0,10 км² — водойми.

### Клімат
| Клімат : Керксвілл      | Клімат : Керксвілл | Клімат : Керксвілл | Клімат : Керксвілл | Клімат : Керксвілл | Клімат : Керксвілл | Клімат : Керксвілл | Клімат : Керксвілл | Клімат : Керксвілл | Клімат : Керксвілл | Клімат : Керксвілл | Клімат : Керксвілл | Клімат : Керксвілл | Клімат : Керксвілл |
| Показник                | Січ.               | Лют.               | Бер.               | Квіт.              | Трав.              | Черв.              | Лип.               | Серп.              | Вер.               | Жовт.              | Лист.              | Груд.              | Рік                |
| Абсолютний максимум, °C | 21,1               | 25,6               | 29,4               | 33,9               | 38,3               | 41,1               | 45,0               | 43,9               | 39,4               | 35,0               | 27,8               | 21,1               | 45,0               |
| Середній максимум, °C   | 0,0                | 3,3                | 10,0               | 16,7               | 22,2               | 27,2               | 30,0               | 29,4               | 25,0               | 18,3               | 9,4                | 2,2                | 16,2               |
| Середній мінімум, °C    | −10,6              | −7,2               | −1,7               | 3,9                | 10,6               | 15,6               | 18,3               | 17,2               | 12,2               | 6,1                | −1,1               | −7,2               | 4,7                |
| Абсолютний мінімум, °C  | −30,6              | −28,9              | −25                | −13,3              | −1,7               | 4,4                | 7,8                | 4,4                | −3,9               | −17,2              | −23,3              | −30,6              | −30,6              |
| Норма опадів, мм        | 25                 | 29                 | 62                 | 85                 | 126                | 112                | 119                | 92                 | 101                | 81                 | 69                 | 42                 | 943                |
| ----------------------- | ------------------ | ------------------ | ------------------ | ------------------ | ------------------ | ------------------ | ------------------ | ------------------ | ------------------ | ------------------ | ------------------ | ------------------ | ------------------ |
| Джерело:                |                    |                    |                    |                    |                    |                    |                    |                    |                    |                    |                    |                    |                    |

## Демографія
Згідно з переписом 2010 року, у місті мешкало 17 505 осіб у 6714 домогосподарствах у складі 3066 родин. Густота населення становила 469 осіб/км². Було 7434 помешкання (199/км²).
Расовий склад населення:
| - 92,3 % — білих - 2,4 % — азіатів - 2,2 % — чорних або афроамериканців - 0,2 % — корінних американців - 0,1 % — вихідців з тихоокеанських островів |

До двох чи більше рас належало 2,0 %. Частка іспаномовних становила 2,7 % від усіх жителів.
За віковим діапазоном населення розподілялося таким чином: 16,4 % — особи молодші 18 років, 72,4 % — особи у віці 18—64 років, 11,2 % — особи у віці 65 років та старші. Медіана віку мешканця становила 23,8 року. На 100 осіб жіночої статі у місті припадало 85,5 чоловіків; на 100 жінок у віці від 18 років та старших — 81,1 чоловіків також старших 18 років.
Середній дохід на одне домашнє господарство становив 43 099 доларів США (медіана — 26 178), а середній дохід на одну сім'ю — 63 586 доларів (медіана — 54 762). Медіана доходів становила 38 750 доларів для чоловіків та 30 971 долар для жінок. За межею бідності перебувало 34,5 % осіб, у тому числі 19,4 % дітей у віці до 18 років та 6,9 % осіб у віці 65 років та старших.
Цивільне працевлаштоване населення становило 7285 осіб. Основні галузі зайнятості: освіта, охорона здоров'я та соціальна допомога — 36,5 %, мистецтво, розваги та відпочинок — 14,2 %, роздрібна торгівля — 12,9 %.

## Освіта
- Університет штату імені президента Гаррі Трумена
- Медичний університет імені Ендрю Тейлора Стілла
- Регіональний комунальний коледж Моберлі

## Персоналії
- Джеральдін Пейдж (1924—1987) — американська акторка.